# K5 League Gwangju/Jeollanam-do 2019
Die K5 League Gwangju/Jeollanam-do 2019 war die erste Spielzeit als höchste Amateurspielklasse und die erste Spielzeit insgesamt im südkoreanischen Fußball gewesen. Die Saison begann im April und endete im Oktober. Anschließend folgten die Play-off-Spiele.

## Teilnehmer und ihre Spielstätten
| Team                                | Stadt                               | Heimstadion                                                                 | In der Liga seit                    | Vorjahresplatzierung                |                                     |
| K5 League Gwangju/Jeollanam-do 2019 | K5 League Gwangju/Jeollanam-do 2019 | K5 League Gwangju/Jeollanam-do 2019                                         | K5 League Gwangju/Jeollanam-do 2019 | K5 League Gwangju/Jeollanam-do 2019 | K5 League Gwangju/Jeollanam-do 2019 |
| ----------------------------------- | ----------------------------------- | --------------------------------------------------------------------------- | ----------------------------------- | ----------------------------------- | ----------------------------------- |
| Suncheon Cheonmyeong FC             | Suncheon                            | Boramae-Fußballplatz Sinan-gun-Stadion Yeonggwang-Sportium Suncheon-Stadion | 2019                                | Aufsteiger aus der K6 League        |                                     |
| Yeosu Ansimsan FC                   | Yeosu                               | Boramae-Fußballplatz Sinan-gun-Stadion Yeonggwang-Sportium Suncheon-Stadion | 2019                                | Aufsteiger aus der K6 League        |                                     |
| Yeonggwang FC                       | Yeonggwang                          | Boramae-Fußballplatz Sinan-gun-Stadion Yeonggwang-Sportium Suncheon-Stadion | 2019                                | Aufsteiger aus der K6 League        |                                     |
| Gwangju Marines FC                  | Gwangju                             | Boramae-Fußballplatz Sinan-gun-Stadion Yeonggwang-Sportium Suncheon-Stadion | 2019                                | Aufsteiger aus der K6 League        |                                     |
| Gwangju Hyochang FC                 | Gwangju                             | Boramae-Fußballplatz Sinan-gun-Stadion Yeonggwang-Sportium Suncheon-Stadion | 2019                                | Aufsteiger aus der K6 League        |                                     |
| Gwangju Cheonhwan FC                | Gwangju                             | Boramae-Fußballplatz Sinan-gun-Stadion Yeonggwang-Sportium Suncheon-Stadion | 2019                                | Aufsteiger aus der K6 League        |                                     |
| Sinan FC                            | Sinan-gun                           | Boramae-Fußballplatz Sinan-gun-Stadion Yeonggwang-Sportium Suncheon-Stadion | 2019                                | Aufsteiger aus der K6 League        |                                     |

## Reguläre Saison
| Pl. | Verein                        | Sp. | S | U | N | Tore    | Diff. | Punkte |
| --- | ----------------------------- | --- | - | - | - | ------- | ----- | ------ |
| 1.  | Gwangju Hyochang FC (N)       | 6   | 5 | 1 | 0 | 021:300 | +18   | 16     |
| 2.  | Gwangju Marines FC (N)        | 6   | 5 | 1 | 0 | 016:200 | +14   | 16     |
| 3.  | Gwangju Cheonhwan FC (N)      | 6   | 4 | 0 | 2 | 014:500 | +9    | 12     |
| 4.  | Sinan FC (N)                  | 6   | 3 | 0 | 3 | 013:110 | +2    | 09     |
| 5.  | Yeonggwang FC (N)             | 6   | 2 | 0 | 4 | 008:210 | −13   | 06     |
| 6.  | Yeosu Ansimsan FC (N) 1       | 5   | 0 | 0 | 5 | 000:150 | −15   | 0      |
| 7.  | Suncheon Cheonmyeong FC (N) 1 | 5   | 0 | 0 | 5 | 000:150 | −15   | 0      |

Zum 6. Spieltag:
Zum Saisonende 2018:

(N): Aufsteiger aus der K6 League
Anmerkung:

## Statistik

### Torschützenliste
Bei gleicher Anzahl von Treffern sind die Spieler alphabetisch geordnet.
| Platz | Spieler         | Mannschaft          | Tore |
| ----- | --------------- | ------------------- | ---- |
| 01    | Shin Ho-jun     | Gwangju Hyochang FC | 4    |
| 0     | Guk Seung-eun   | Gwangju Hyochang FC | 4    |
| 03    | Nam Il-uh       | Gwangju Hyochang FC | 3    |
| 04    | Ko Kyeong-yeong | Sinan FC            | 2    |
| 0     | Ha Seung-won    | Sinan FC            | 2    |